# 品川グループ
品川グループ（しながわグループ）は、富山県のトヨタ自動車系列のディーラーなどで構成されている日本の企業グループである。

## 概要
品川グループは、1917年（大正6年）10月1日に創業者の品川忠蔵がタクシー事業として品川自動車商会を設立したのが起源となっている。タクシーのほかに1920年には乗合バス事業にも参入。なお、バス事業は1932年6月22日に富山電鉄自動車（現在の富山地方鉄道）へ譲渡している。自動車輸送が原点となり、品川はその後自動車販売や自動車関連事業を展開していくことになる。現在のトヨタ自動車の販売網のルーツは、1946年9月2日の富山トヨタ自動車販売（現在のトヨタモビリティ富山）の設立が起源となっている。
現在はトヨタ自動車およびダイハツ工業のディーラー、ダイハツ工業のディーラー、トヨタレンタリースなどの自動車関連の企業のほかに、タクシー事業者などで構成される企業グループとなっている。

## 沿革
- 2017年（平成29年）1月1日に、グループを持株会社へ移行し、グループ統括会社として株式会社品川グループ本社（しながわグループほんしゃ）を設立した[7]。同時に、新CIを制定した[8]。

## 現在のグループ企業
各企業の詳細ならびに店舗の詳細は、各社の公式サイトを参照。諸表は2024年時点、現在の「持株会社」のグループ構成企業は★印で記載している。

### 自動車販売・整備・レンタル・リース
トヨタモビリティ富山株式会社★
- 創業：1917年10月1日（品川自動車商会）[2]。
- 設立：2021年1月1日（富山トヨタ自動車株式会社、富山トヨペット株式会社、ネッツトヨタノヴェルとやま株式会社を統合合併）[9]
- 資本金：8000万円
- 従業員数：557人
- 本社：富山県富山市千歳町2丁目5番26号
- 展開店舗：トヨタモビリティ、レクサス、トヨタレンタリース

富山ダイハツ販売株式会社★
- 設立：1932年7月15日（品川自動車株式会社） - 品川グループ創業時の品川自動車商会が起源となっている[10]。
- 資本金：2000万円
- 従業員数：182人
- 本社：富山県富山市千歳町2丁目5番26号
- 展開店舗：ダイハツ

### 産業機械
トヨタL&F富山株式会社（トヨタL&F）★
- 設立：1986年7月1日（富山トヨタフォークリフト株式会社）[11]
- 資本金：3000万円
- 従業員数：60人
- 本社：富山県富山市千歳町2丁目5番26号
- 1998年10月1日に現社名に改称[12]。

山室重機株式会社★
- 設立：1968年10月1日（山室トヨタ重機株式会社）[13]
- 資本金：1000万円
- 本社・富山営業所：富山県富山市山室新町41番地
- 現社名への改称は2001年4月1日[14]

### タクシー事業
富山交通株式会社
- 創業：1939年4月12日[15][16]
- 設立：1950年8月1日[17]
- 資本金：4600万円
- 従業員数：259人
- 本社・配車センター・整備工場：富山県富山市双代町2番1号
- 関連会社：富タク大沢野交通株式会社、電気交通株式会社、八尾交通株式会社

### その他
株式会社品川グループ本社★
- 事業概要：グループ各社の統括、不動産管理・賃貸
- 設立：1990年3月29日（株式会社トコシー）[11]
- 資本金：3000万円
- 従業員数：91人
- 本社：富山県富山市千歳町2丁目5番26号
- 社内カンパニー：品川商事カンパニー（ENEOSブランドのガソリンスタンド、ダンロップの店舗運営）、トコシーカンパニー（不動産管理・賃貸など）

品川グループ厚生年金基金（厚生年金基金）
- 設立：1991年4月1日[18]

## 過去のグループ企業
富山トヨタ自動車株式会社
- 創業：1917年10月1日（品川自動車商会）[2]
- 設立：1942年10月12日（富山県自動車配給株式会社）[6]
- 資本金：8000万円
- 従業員数：281人
- 本社：富山県富山市千歳町2丁目5番26号

富山トヨペット株式会社
- 設立：1956年8月1日[19]
- 資本金：4500万円
- 従業員数：217人
- 本社：富山県富山市千歳町2丁目5番26号（2020年に移転）
- 本店：富山県富山市五福末広町1238番地

ネッツトヨタノヴェルとやま株式会社
- 設立：1979年10月1日（トヨタビスタ富山株式会社）[20]
- 資本金：5000万円
- 従業員数：103人
- 本社：富山県富山市千歳町2丁目5番26号

第一トヨペット株式会社
- 1955年2月11日に品川自動車販売株式会社として設立（本社は東京都台東区豊住町29番地）[21]、1970年4月1日に品川自動車販売株式会社から改称[22]。
- 1973年に品川グループの傘下から離れ、東京トヨペットのサブディーラーとなる[22]。1977年12月27日には第一トヨペット株式会社の株を全額東京トヨペットに売却[23]。

株式会社トヨタレンタリース富山（トヨタレンタリース）★
- 設立：1967年10月12日（トヨタレンタカーサービス富山）[24]
- 資本金：2000万円
- 従業員数：70人
- 本社：富山県富山市千歳町2丁目5番26号

品川商事株式会社
- 設立：1948年12月27日（富山自動車商事株式会社）[17]
- 資本金：4000万円
- 従業員数：58人
- 本社：富山県富山市弥生町2丁目4-1
- 2017年1月1日に品川グループ本社と合併[8]。

品川石油株式会社
- 設立：1941年12月2日（富山燃料製造株式会社）[25]
- 2000年6月1日に品川商事に合併される[14]。

タイヤセレクト富山株式会社
- 設立：1996年11月1日[12]
- 2008年10月1日に品川商事に合併される[26]。

株式会社トコシー（不動産管理）
- 設立：1990年3月29日[11]
- 従業員数：17人
- 2017年1月1日に品川グループ本社と合併[8]。

千歳商事株式会社
1967年6月14日設立、1995年5月1日にトコシーに吸収合併される。

## 販売会社・店舗網の統合
2019年（平成31年）に、品川グループ本社はグループの販売会社3社（富山トヨタ自動車・富山トヨペット・ネッツトヨタノヴェルとやま）を1社に統合する方針を決定した。これは、トヨタ自動車が2022年から2025年までにすべての店舗において全車種を取り扱う方針に基づいての措置である。
2021年1月に3社を統合して「トヨタモビリティ富山」が設立された。

## 提供番組
すべて一社提供、特記無き限りトヨタモビリティ富山名義での提供。
現在（2023年9月時点）
- FMとやま
  - トヨタモビリティ富山 モーニング・ポップス
  - トヨタモビリティ富山 山中千尋 いつだってT-TIME
  - トヨタモビリティ富山 presents 高原兄のサンクス・スマイル・ミュージック
  - 富山ダイハツ「林輝幸のオッケイQ」（富山ダイハツ販売）
  - 富山ダイハツ オッケイウィークエンド（富山ダイハツ販売）
  - レクサス富山 アメージング クラシック（トヨタモビリティ富山・レクサス富山）

- KNBラジオ
  - イブニングbox（平日のみ）

過去
- FMとやま
  - Feel T（旧・富山トヨタ自動車）
  - 富山ダイハツ 山内マリコのオッケイトーク（富山ダイハツ販売）